# Liste des ambassadeurs étrangers en fonction en France
La liste qui suit a été mise à jour après la cérémonie de remise de lettres de créance du 22 septembre 2023.

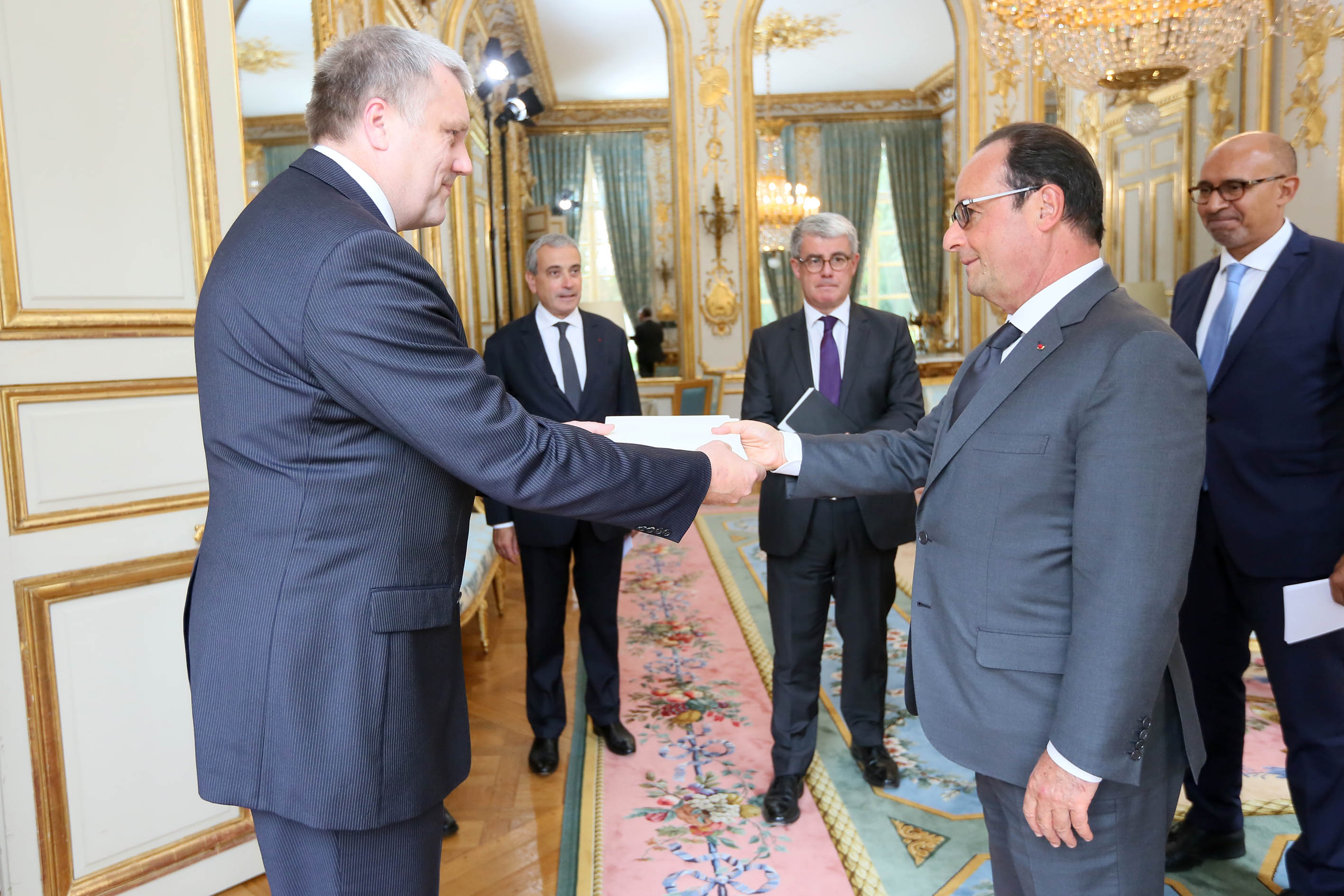
L'ambassadeur d'Estonie Alar Streimann remet ses lettres de créance au Président François Hollande le 8 septembre 2015.

Cette liste regroupe les ambassadeurs étrangers en fonction à la tête d'une ambassade située ou accréditée en France. Elle exclut les consulats. Les dates indiquées correspondent à la cérémonie de remise des lettres de créance au président de la République française ; les ambassadeurs et ambassadrices dont les noms sont en italique n'ont pas remis leurs lettres de créance.

## Liste
| Pays                             | Ambassade | Ambassadeur                                        | Remise des lettres de créance |        |
| -------------------------------- | --------- | -------------------------------------------------- | ----------------------------- | ------ |
| Afghanistan                      | Ambassade | Mohammad Humayoon Azizi                            | 5 octobre 2020                | [ 1 ]  |
| Afrique du Sud                   | Ambassade | Tebogo Seokolo                                     | 10 décembre 2019              | [ 2 ]  |
| Albanie                          | Ambassade | Dritan Tola                                        | 25 mars 2013                  | [ 3 ]  |
| Algérie                          | Ambassade | Saïd Moussi                                        | 13 octobre 2022               | [ 4 ]  |
| Allemagne                        | Ambassade | Stephan Steinlein                                  | 22 septembre 2023             | [ 5 ]  |
| Andorre                          | Ambassade | Eva Descarrega Garcia                              | 10 décembre 2019              | [ 2 ]  |
| Angola                           | Ambassade | Guilhermina Contreiras da Costa Prata              | 22 septembre 2023             | [ 5 ]  |
| Antigua-et-Barbuda               | Ambassade | Karen-Mae Hill                                     | —                             | —      |
| Arabie saoudite                  | Ambassade | Fahad M. Al Ruwaily                                | 12 avril 2021                 | [ 6 ]  |
| Argentine                        | Ambassade | Leonardo Costantino                                | 5 octobre 2020                | [ 1 ]  |
| Arménie                          | Ambassade | Hasmik Tolmajian                                   | 31 août 2018                  | [ 7 ]  |
| Australie                        | Ambassade | Gillian Bird                                       | 2 novembre 2021               | [ 8 ]  |
| Autriche                         | Ambassade | Michael Linhart                                    | 12 avril 2019                 | [ 9 ]  |
| Azerbaïdjan                      | Ambassade | Leyla Abdoullayeva                                 | 13 janvier 2023               | [ 10 ] |
| Bahamas                          |           | Ellison Edroy Greenslade                           | 10 décembre 2019              | [ 2 ]  |
| Bahreïn                          | Ambassade | Muhammad Abdul Ghaffar                             | 13 octobre 2022               | [ 4 ]  |
| Bangladesh                       | Ambassade | Khondker Mohammad Talha                            | 2 novembre 2021               | [ 8 ]  |
| Barbade                          | Ambassade | Joy-Ann Skinner                                    | 12 avril 2019                 | [ 9 ]  |
| Belgique                         | Ambassade | François De Kerchove D'Exaerde                     | 12 avril 2019                 | [ 9 ]  |
| Belize                           | Ambassade | Dylan G. Vernon                                    | 8 juillet 2014                | [ 11 ] |
| Bénin                            | Ambassade | Eusèbe Agbangla                                    | 5 octobre 2020                | [ 1 ]  |
| Biélorussie                      | Ambassade | Igor Fissenko                                      | 12 avril 2019                 | [ 9 ]  |
| Birmanie                         | Ambassade | Kyaw Zeya                                          | 31 août 2018                  | [ 7 ]  |
| Bolivie                          | Ambassade | Juan Gonzalo Duran Flores                          | 13 octobre 2017               | [ 12 ] |
| Bosnie-Herzégovine               | Ambassade | Bojana Kondić-Panić                                | 22 juillet 2022               | [ 13 ] |
| Botswana                         | Ambassade | Mustaq Moorad                                      | 10 décembre 2019              | [ 2 ]  |
| Brésil                           | Ambassade | Ricardo Neiva Tavares                              | 22 septembre 2023             | [ 5 ]  |
| Brunei                           | Ambassade | Rakiah Abd Lamit                                   | 13 janvier 2023               | [ 10 ] |
| Bulgarie                         | Ambassade | Nicolai Milkov (en)                                | 12 avril 2021                 | [ 6 ]  |
| Burkina Faso                     | Ambassade | Remis Fulgance Dandjinou                           | 20 janvier 2022               | [ 14 ] |
| Burundi                          | Ambassade | Isaïe Kubwayo                                      | 22 septembre 2023             | [ 5 ]  |
| Cambodge                         | Ambassade | Ket Sophann                                        | 5 octobre 2020                | [ 1 ]  |
| Cameroun                         | Ambassade | André Magnus Ekoumou                               | 5 octobre 2020                | [ 1 ]  |
| Canada                           | Ambassade | Stéphane Dion                                      | 13 octobre 2022               | [ 4 ]  |
| Cap-Vert                         | Ambassade | António Pedro Alves Lopes                          | 22 juillet 2022               | [ 13 ] |
| République centrafricaine        | Ambassade | Flavien M'Bata                                     | 13 janvier 2023               | [ 10 ] |
| Chili                            | Ambassade | Raúl Eduardo Fernandez Daza                        | 22 septembre 2023             | [ 5 ]  |
| Chine                            | Ambassade | Lu Shaye                                           | 21 octobre 2019               | [ 15 ] |
| Chypre                           | Ambassade | Georgios Chacalli                                  | 5 octobre 2020                | [ 1 ]  |
| Colombie                         | Ambassade | Alfonso Prada Gil                                  | 22 septembre 2023             | [ 5 ]  |
| Comores                          | Ambassade | Ahamada Hamadi                                     | 2 novembre 2021               | [ 8 ]  |
| République du Congo              | Ambassade | Rodolphe Adada                                     | 9 novembre 2016               | [ 16 ] |
| République démocratique du Congo | Ambassade | Isabel Machik Ruth Tshombe                         | 22 juillet 2022               | [ 13 ] |
| Corée du Sud                     | Ambassade | Jai Chul Choi                                      | 13 janvier 2023               | [ 10 ] |
| Costa Rica                       | Ambassade | Ana Elena Pinto Lizano                             | 13 janvier 2023               | [ 10 ] |
| Côte d'Ivoire                    | Ambassade | Maurice Bandaman                                   | 5 octobre 2020                | [ 1 ]  |
| Croatie                          | Ambassade | Filip Vucăk                                        | 18 décembre 2017              | [ 17 ] |
| Cuba                             | Ambassade | Otto Vaillant Frías                                | 22 juillet 2022               | [ 13 ] |
| Danemark                         | Ambassade | Michael Starbæk Christensen                        | 12 avril 2019                 | [ 9 ]  |
| Djibouti                         | Ambassade | Ayeid Mousseid Yahya                               | 8 juillet 2014                | [ 11 ] |
| République dominicaine           | Ambassade | Rosa Margarita Hernández Caamaño de Grullón        | 22 février 2013               | [ 18 ] |
| Égypte                           | Ambassade | Alaa Youssef                                       | 12 avril 2021                 | [ 6 ]  |
| Émirats arabes unis              | Ambassade | Saeed Ahmed Alotaiba                               | 2 novembre 2021               | [ 8 ]  |
| Équateur                         | Ambassade | Oscar Orrantia Vernaza                             | 2 novembre 2021               | [ 8 ]  |
| Érythrée                         | Ambassade | Hanna Simon                                        | 8 juillet 2014                | [ 11 ] |
| Espagne                          | Ambassade | Victorio Redondo Baldrich                          | 2 novembre 2021               | [ 8 ]  |
| Estonie                          | Ambassade | Lembit Uibo (en)                                   | 2 novembre 2021               | [ 8 ]  |
| États-Unis                       | Ambassade | Denise Campbell Bauer                              | 22 juillet 2022               | [ 13 ] |
| Éthiopie                         | Ambassade | Ali Sulaïman Mohammed                              | 31 août 2018                  | [ 7 ]  |
| Fidji                            | Ambassade | Deo Saran                                          | 8 septembre 2015              | [ 19 ] |
| Finlande                         | Ambassade | Matti Anttonen                                     | 13 octobre 2022               | [ 4 ]  |
| Gabon                            | Ambassade | Liliane Massala                                    | 12 avril 2021                 | [ 6 ]  |
| Gambie                           | Ambassade | Ebrima Ousman Camara                               | 12 avril 2021                 | [ 6 ]  |
| Géorgie                          | Ambassade | Gocha Javakhishvili                                | 13 janvier 2023               | [ 10 ] |
| Ghana                            | Ambassade | Anna Bossman                                       | 13 octobre 2017               | [ 12 ] |
| Grèce                            | Ambassade | Dimitrios Zevelakis                                | 22 juillet 2022               | [ 13 ] |
| Grenade                          |           | Cheryl Joy Augustine-kanu                          | —                             | —      |
| Guatemala                        | Ambassade | Olga Julissa Anzueto Aguilar                       | 22 septembre 2023             | [ 5 ]  |
| Guinée                           | Ambassade | Sénkoun Sylla                                      | 22 septembre 2023             | [ 5 ]  |
| Guinée-Bissau                    | Ambassade | Henrique Adriano Da Silva                          | 22 septembre 2023             | [ 5 ]  |
| Guinée équatoriale               | Ambassade | Miguel Oyono Ndong Mifumu                          | 31 octobre 2014               | [ 20 ] |
| Guyana                           |           | Frederick Hamley Case                              | 12 avril 2019                 | [ 9 ]  |
| Haïti                            | Ambassade | Jean-Josué Pierre                                  | 5 octobre 2020                | [ 1 ]  |
| Honduras                         | Ambassade | Luis Alberto Posadas Alfaro                        | 22 septembre 2023             | [ 5 ]  |
| Hongrie                          | Ambassade | Georges de Habsbourg-Lorraine                      | 12 avril 2021                 | [ 6 ]  |
| Inde                             | Ambassade | Jawed Ashraf                                       | 5 octobre 2020                | [ 1 ]  |
| Indonésie                        | Ambassade | Mohamad Oemar                                      | 22 juillet 2022               | [ 13 ] |
| Irak                             | Ambassade | Wadee Albatti                                      | 13 octobre 2022               | [ 4 ]  |
| Iran                             | Ambassade | Bahram Ghassemi                                    | 10 décembre 2019              | [ 2 ]  |
| Irlande                          | Ambassade | Niall Burgess                                      | 22 juillet 2022               | [ 13 ] |
| Islande                          | Ambassade | Unnur Orradottir-Ramette                           | 5 octobre 2020                | [ 1 ]  |
| Israël                           | Ambassade | Yael German                                        | 22 juillet 2022               | [ 13 ] |
| Italie                           | Ambassade | Emanuela D'Alessandro                              | 13 octobre 2022               | [ 4 ]  |
| Jamaïque                         |           | Symone Betton-Nayo                                 | 2 novembre 2021               | [ 8 ]  |
| Japon                            | Ambassade | Makita Shimokawa (ja)                              | 13 janvier 2023               | [ 10 ] |
| Jordanie                         | Ambassade | Mustafa Queisi (en)                                | 10 décembre 2019              | [ 2 ]  |
| Kazakhstan                       | Ambassade | Goulsara Arystankoulova                            | 13 octobre 2022               | [ 4 ]  |
| Kenya                            | Ambassade | Judi Wangalwa Wakhungu                             | 4 mars 2019                   | [ 21 ] |
| Kirghizistan                     | Ambassade | Sadyk Cher-Niyaz                                   | 2 novembre 2021               | [ 8 ]  |
| Kosovo                           | Ambassade | Mehdi Halimi                                       | 22 juillet 2022               | [ 13 ] |
| Koweït                           | Ambassade | Mohammed Aljudaie                                  | 13 octobre 2022               | [ 4 ]  |
| Laos                             | Ambassade | Kham-Inh Khitchadeth                               | 22 juillet 2022               | [ 13 ] |
| Lesotho                          | Ambassade | Senate David Khabasheane Masupha                   | 2 novembre 2021               | [ 8 ]  |
| Lettonie                         | Ambassade | Eduards Stiprais                                   | 5 octobre 2020                | [ 1 ]  |
| Liban                            | Ambassade | Rami Adwan                                         | 18 décembre 2017              | [ 17 ] |
| Liberia                          | Ambassade | William Allen                                      | 8 juillet 2014                | [ 11 ] |
| Libye                            | Ambassade | Khaled Kagigi                                      | 22 septembre 2023             | [ 5 ]  |
| Lituanie                         | Ambassade | Nerijus Aleksiejunas                               | 10 décembre 2019              | [ 2 ]  |
| Luxembourg                       | Ambassade | Marc Ungeheuer                                     | 13 octobre 2022               | [ 4 ]  |
| Macédoine du Nord                | Ambassade | Jadranka Chaushevska Dimov                         | 31 août 2018                  | [ 7 ]  |
| Madagascar                       | Ambassade | Rija Rajohnson                                     | 10 décembre 2019              | [ 2 ]  |
| Malaisie                         | Ambassade | Dato'Mohd Zamruni Khalid                           | 2 novembre 2021               | [ 8 ]  |
| Malawi                           | Ambassade | Naomi Aretha Ngwira                                | 22 juillet 2022               | [ 13 ] |
| Maldives                         |           | Farahanaz Faizal                                   | 10 décembre 2019              | [ 2 ]  |
| Mali                             | Ambassade | Poste vacant depuis 2020                           | —                             | —      |
| Malte                            | Ambassade | Carmelo Inguanez                                   | 10 décembre 2019              | [ 2 ]  |
| Maroc                            | Ambassade | Samira Sitaïl                                      | 19 octobre 2023               |        |
| Maurice                          | Ambassade | Vijayen Valaydon                                   | 13 octobre 2017               | [ 12 ] |
| Mauritanie                       | Ambassade | Ahmed Ould Bahya                                   | 10 décembre 2019              | [ 2 ]  |
| Mexique                          | Ambassade | Blanca Elena Jiménez Cisneros                      | 2 novembre 2021               | [ 8 ]  |
| Moldavie                         | Ambassade | Corina Călugăru                                    | 22 juillet 2022               | [ 13 ] |
| Monaco                           | Ambassade | Christophe Steiner                                 | 12 avril 2019                 | [ 9 ]  |
| Mongolie                         | Ambassade | Nyamkhuu Ulambayar                                 | 22 juillet 2022               | [ 13 ] |
| Monténégro                       | Ambassade | Ivan Ivanisevic                                    | 10 décembre 2019              | [ 2 ]  |
| Mozambique                       | Ambassade | Alberto Maverengue Augusto                         | 12 avril 2019                 | [ 9 ]  |
| Namibie                          | Ambassade | Albertus Aochamub                                  | 12 avril 2019                 | [ 9 ]  |
| Népal                            | Ambassade | Dipak Adhikari                                     | 12 avril 2019                 | [ 9 ]  |
| Nicaragua                        | Ambassade | Sylvia Miranda Paniagua                            | 22 septembre 2023             | [ 5 ]  |
| Niger                            | Ambassade | Aïchatou Kané Boulama                              | 22 juillet 2022               | [ 13 ] |
| Nigeria                          | Ambassade | Kayode Ibrahim Laro                                | 2 novembre 2021               | [ 8 ]  |
| Norvège                          | Ambassade | Niels Engelschiøn                                  | 2 novembre 2021               | [ 8 ]  |
| Nouvelle-Zélande                 | Ambassade | Caroline Peta Bilkey                               | 22 juillet 2022               | [ 13 ] |
| Oman                             | Ambassade | Sheikh Ghazi bin Saïd bin Abdallah AlBahr Al Rawas | 18 décembre 2017              | [ 17 ] |
| Ouganda                          | Ambassade | Doreen Ruth Amule                                  | 22 juillet 2022               | [ 13 ] |
| Ouzbékistan                      | Ambassade | Sardor Rustambaev                                  | 31 août 2018                  | [ 7 ]  |
| Pakistan                         | Ambassade | Asim Iftikhar Ahmad                                | 13 janvier 2023               | [ 10 ] |
| Palestine                        | Ambassade | Hala Abou-Hassira                                  | 2 novembre 2021               | [ 8 ]  |
| Panama                           | Ambassade | Issamary Sánchez-Ortega                            | 5 octobre 2020                | [ 1 ]  |
| Papouasie-Nouvelle-Guinée        |           | Joshua Rimarkindu Kalinoe                          | 6 juillet 2015                | [ 22 ] |
| Paraguay                         | Ambassade | Cynthia Filártiga-Lacroix                          | 13 octobre 2022               | [ 4 ]  |
| Pays-Bas                         | Ambassade | Jan Théophile Versteeg                             | 13 octobre 2022               | [ 4 ]  |
| Pérou                            | Ambassade | Rolando Ruiz Rosas Cateriano                       | 22 juillet 2022               | [ 13 ] |
| Philippines                      | Ambassade | Junever Mahilum-West                               | 2 novembre 2021               | [ 8 ]  |
| Pologne                          | Ambassade | Jan Emeryk Rościszewski                            | 22 juillet 2022               | [ 13 ] |
| Portugal                         | Ambassade | José Augusto Duarte                                | 13 janvier 2023               | [ 10 ] |
| Qatar                            | Ambassade | Ali Bin Jassim Thani Jassim Al-Thani               | 12 avril 2019                 | [ 9 ]  |
| Roumanie                         | Ambassade | Luca Niculescu                                     | 15 février 2016               | [ 23 ] |
| Royaume-Uni                      | Ambassade | Menna Rawlings                                     | 2 novembre 2021               | [ 8 ]  |
| Russie                           | Ambassade | Alexeï Mechkov                                     | 18 décembre 2017              | [ 17 ] |
| Rwanda                           | Ambassade | François Nkulikiyimfura                            | 22 juillet 2022               | [ 13 ] |
| Saint-Marin                      | Ambassade | Leopoldo Guardigli                                 | 22 septembre 2023             | [ 5 ]  |
| Sainte-Lucie                     | Ambassade | Anthony Severin                                    | 22 juillet 2022               | [ 13 ] |
| Îles Salomon (îles)              |           | Moses Kouni Mose                                   | 15 février 2016               | [ 23 ] |
| Salvador                         | Ambassade | Maria Lorena Sol De Pool                           | 12 avril 2021                 | [ 6 ]  |
| Samoa                            | Ambassade | Francella Maureen Strickland                       | 13 janvier 2023               | [ 10 ] |
| Sao Tomé-et-Principe             | Ambassade | Maria d’Assunçao de Barros Amaral Aguiar           | —                             | —      |
| Sénégal                          | Ambassade | El Hadji Magatte Seye                              | 10 décembre 2019              | [ 2 ]  |
| Serbie                           | Ambassade | Natasa Maric                                       | 12 avril 2019                 | [ 9 ]  |
| Seychelles                       | Ambassade | Georges Tirant                                     | 22 septembre 2023             | [ 5 ]  |
| Sierra Leone                     | Ambassade | Samuel Tamba Musa                                  | 12 avril 2019                 | [ 9 ]  |
| Singapour                        | Ambassade | Foo Teow Lee                                       | 2 novembre 2021               | [ 8 ]  |
| Slovaquie                        | Ambassade | Igor Slobodník                                     | 13 octobre 2017               | [ 12 ] |
| Slovénie                         | Ambassade | Metka Ipavic                                       | 10 décembre 2019              | [ 2 ]  |
| Somalie                          | Ambassade | Hanad Abdullahi Ahmed Addou                        | 12 avril 2021                 | [ 6 ]  |
| Soudan                           | Ambassade | Khalid Mohamed Farah Al Fahal                      | 22 juillet 2022               | [ 13 ] |
| Soudan du Sud                    | Ambassade | Michael Milli Hussein                              | 22 septembre 2023             | [ 5 ]  |
| Sri Lanka                        | Ambassade | Manisha Gunasekera                                 | 22 septembre 2023             | [ 5 ]  |
| Suède                            | Ambassade | Håkan Åkesson                                      | 5 octobre 2020                | [ 1 ]  |
| Suisse                           | Ambassade | Tania Cavassini                                    | 7 mars 2025                   | [ 6 ]  |
| Suriname                         | Ambassade | Henry Ravindredath Ori                             | 22 juillet 2022               | [ 13 ] |
| Eswatini                         | Ambassade | Sibusisiwe Mngomezulu                              | 31 août 2018                  | [ 7 ]  |
| Syrie                            | Ambassade | Poste vacant depuis 2012                           | —                             | —      |
| Tadjikistan                      | Ambassade | Jamoliddin Ubaidullo                               | 31 août 2018                  | [ 7 ]  |
| Tanzanie                         | Ambassade | Samuel Shelunkindo                                 | 23 février 2017               | [ 24 ] |
| Tchad                            | Ambassade | Ahamad Makaila                                     | 22 septembre 2023             | [ 5 ]  |
| Tchéquie                         | Ambassade | Michal Fleischmann                                 | 5 octobre 2020                | [ 1 ]  |
| Thaïlande                        | Ambassade | Tana Weskosith                                     | 22 juillet 2022               | [ 13 ] |
| Togo                             | Ambassade | Calixte Batossie Madjoulba                         | 3 décembre 2010               | [ 25 ] |
| Tonga                            | Ambassade | Titilupe Fanetupouvava'u Tuita-Tupou Tu'ivakano    | —                             | —      |
| Trinité-et-Tobago                | Ambassade | Colin Connelly                                     | 23 février 2017               | [ 24 ] |
| Tunisie                          | Ambassade | Mohamed Karim El Jamoussi                          | 12 avril 2021                 | [ 6 ]  |
| Turkménistan                     | Ambassade | Maksat Chariev                                     | 13 octobre 2022               | [ 4 ]  |
| Turquie                          | Ambassade | Refik Ali Onaner                                   | 12 avril 2021                 | [ 6 ]  |
| Ukraine                          | Ambassade | Vadym Omelchenko                                   | 5 octobre 2020                | [ 1 ]  |
| Uruguay                          | Ambassade | Jorge Luis Jure Arnoletti                          | 12 avril 2021                 | [ 6 ]  |
| Vanuatu                          |           | John Harold Licht                                  | 5 octobre 2020                | [ 1 ]  |
| Vatican                          | Ambassade | Celestino Migliore                                 | 27 août 2020                  | [ 26 ] |
| Venezuela                        | Ambassade | Héctor Michel Mujica Ricardo                       | 20 février 2014               | [ 27 ] |
| Vietnam                          | Ambassade | Dinh Toan Thang                                    | 2 novembre 2021               | [ 8 ]  |
| Yémen                            | Ambassade | Reyad Yassin Abdullah                              | 9 novembre 2016               | [ 16 ] |
| Zambie                           | Ambassade | Christine Kaseba-Sata                              | 12 avril 2019                 | [ 9 ]  |
| Zimbabwe                         | Ambassade | Abigail Shonhiwa                                   | 10 décembre 2019              | [ 2 ]  |